# Fargesia rufa
Fargesia rufa är en gräsart som beskrevs av Tong Pei Yi. Fargesia rufa ingår i släktet bergbambusläktet, och familjen gräs. Inga underarter finns listade i Catalogue of Life.